# El Nuevo Porvenir
El Nuevo Porvenir är en ort i Mexiko.   Den ligger i kommunen Nuevo Ideal och delstaten Durango, i den centrala delen av landet, 800 km nordväst om huvudstaden Mexico City. El Nuevo Porvenir ligger 1 971 meter över havet och antalet invånare är 560.
Terrängen runt El Nuevo Porvenir är platt åt nordost, men åt sydväst är den kuperad. Runt El Nuevo Porvenir är det glesbefolkat, med 9 invånare per kvadratkilometer. Närmaste större samhälle är Nuevo Ideal, 11,1 km väster om El Nuevo Porvenir. Trakten runt El Nuevo Porvenir består till största delen av jordbruksmark.